# Oráculos sibilinos

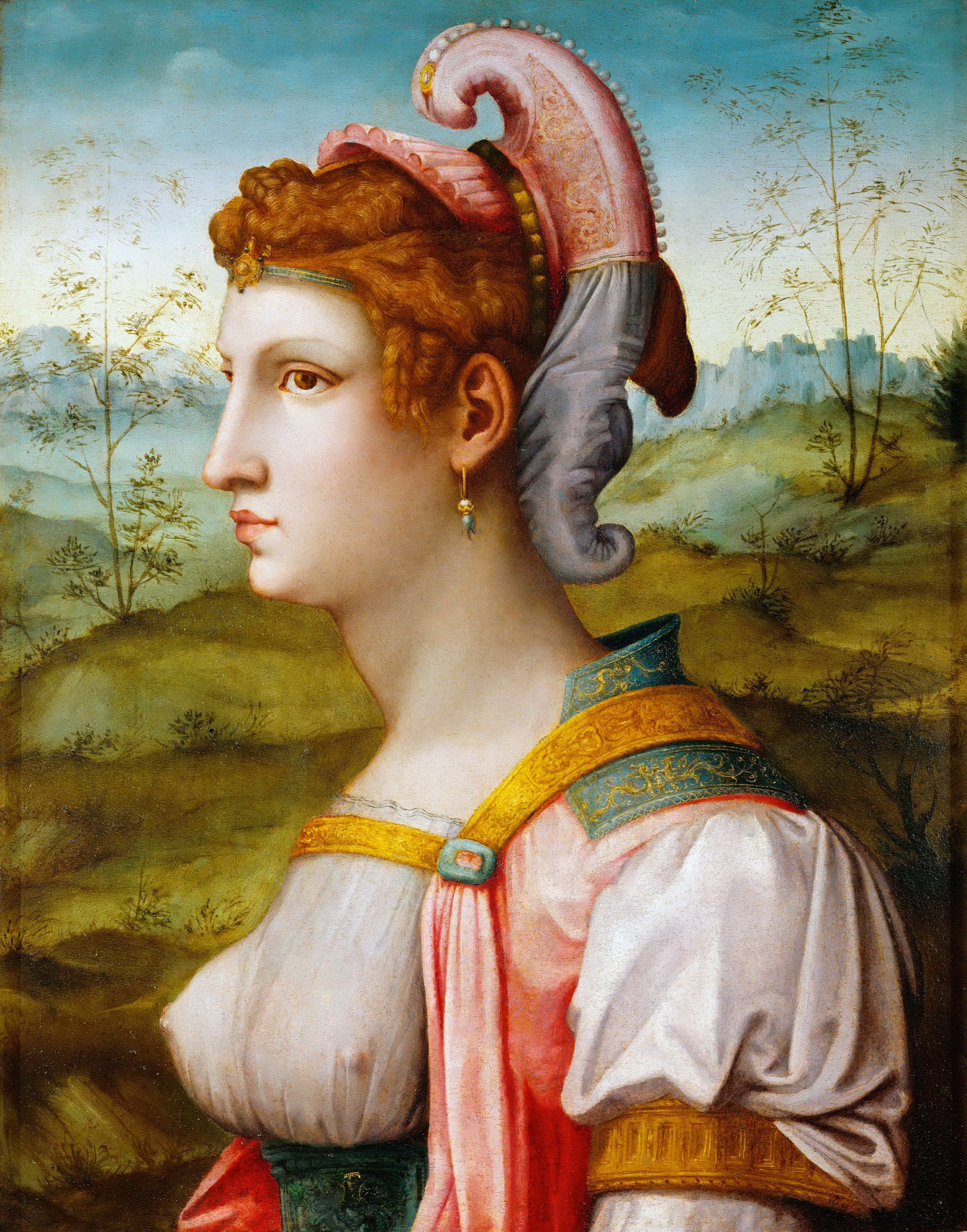
Supuesta sibila

Los oráculos sibilinos son una colección de 15 libros que pretenden poner en la boca de la Sibila, importante adivina o profetisa de la antigüedad, una serie de profecías intencionadas. Recogen textos desde el siglo II a. C. hasta el siglo V d. C., y posiblemente fueron confeccionados por judíos helenísticos y cristianos. Se caracterizan por utilizar un personaje importante de la religión pagana Sibila para atacar el propio paganismo y anunciar su fin.
Existe la teoría de que Virgilio tuvo acceso a dichos libros. De esta manera se apoya la hipótesis de que la celebración del nacimiento del nuevo niño (Bucólicas, Égloga IV) se identifica con la llegada de Jesucristo.
No confundir con los oráculos de la Sibila de Cumas, recogidos en sus libros sibilinos. Esta los habría vendido a Tarquinio el Soberbio y se conservaron en el Capitolio hasta el 83 a. C., en que se incendió el templo de Júpiter. Después del incendio, fueron reemplazados por otros provenientes de Jonia y Eritras.